# Йоганн Баугін
Йоганн Баугін (нім. Johann Bauhin або нім. Jean Johannes Bauhin, 12 лютого 1541 — 26 жовтня 1613) — швейцарський ботанік, міколог, лікар та професор риторики.

## Біографія
Йоганн Баугін народився у місті Базель 12 лютого 1541 року.
Вивчав ботаніку у Тюбінгені під керівництвом Леонарта Фукса. Згодом він подорожував разом із Конрадом Ґеснером, після чого почав практикувати медицину у Базелі, де він був обраний професором риторики у 1566 році. Чотири роки по тому він був запрошений стати лікарем князя Фрідріха I з Вюртемберга у Монбельярі, де він залишався до самої смерті.
Баугін помер у Монбельярі 26 жовтня 1613 року.

## Наукова діяльність
Йоганн Баугін спеціалізувався на мікології.

## Наукові праці

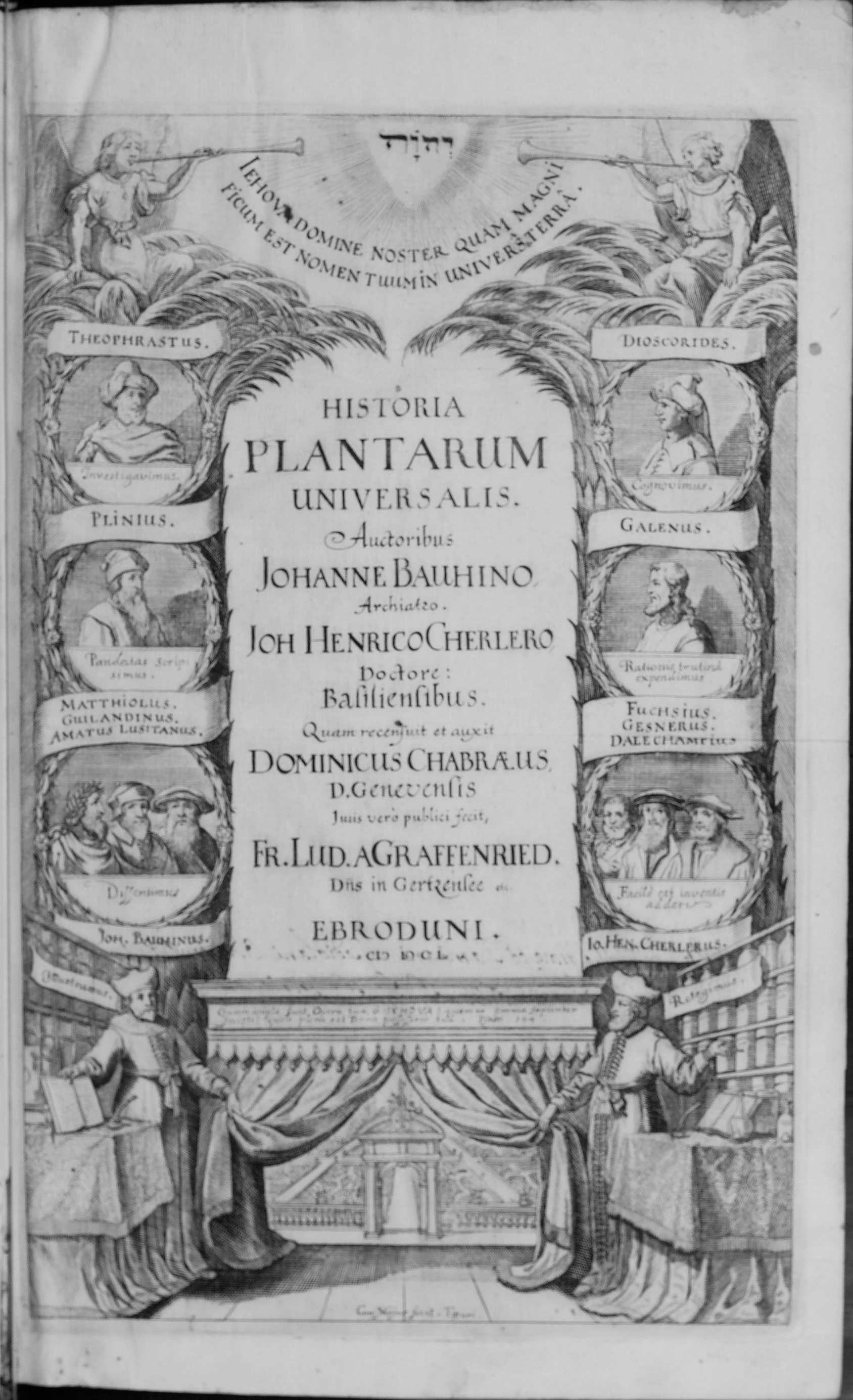
Historia plantarum universalis, 1650

- 1598: Historia novi et admirabilis fontis balneique Bollensis, auch deutsch u.d.T. Ein New Badbuch, 1602.
- 1619: Historiæ plantarum generalis novæ et absolutæ Prodomus (Ankündigung des folgenden).
- 1650/1651: Historia plantarum universalis 2 Bde. (Hauptwerk, Zusammenfassung des botanischen Wissens seiner Zeit; im Werk werden 5.000 Pflanzen beschrieben und in 3.000 Zeichnungen belegt; hrsg. von Heinrich Cherler).

## Почесті
Рід рослин Bauhinia названо на честь Й. Баугіна.